# الراحة (المحويت)

تعديل مصدري - تعديل

الراحة هي إحدى قرى عزلة الأحجول بمديرية المحويت التابعة لمحافظة المحويت، بلغ تعداد سكانها 103 نسمة حسب تعداد اليمن لعام 2004.